# Primghar
Primghar  település az Amerikai Egyesült Államok Iowa államában, O’Brien megyében, melynek megyeszékhelye is. Lakosainak száma 896 fő (2020. április 1.).

## Népesség
A település népességének változása:

| 2010 | 909 |
| 2020 | 896 |